# Блішка льонова синя
Блішка льонова синя (Aphthona euphorbiae Schrk) — комаха родини листоїдів. Шкідник сільського господарства, пошкоджує льон, рідше буряки. Льонова блішка поширена повсюдно в Україні, але найбільшої шкоди завдає на Поліссі та в Центральному Лісостепу.

## Опис
Жук зверху темно-зелений, рідше синій з бронзовим відтінком, знизу — чорний, завдовжки 1,5-2 мм, ноги жовті. Личинки молочно-білі, видовжено-циліндричні, завдовжки 4-5 мм.

## Поведінка
Зимують жуки під рослинними рештками, a також y поверхневому шарі ґрунту. Навесні з'являються наприкінці квітня — початку травня і живляться спочатку на бур'янах; a після появи сходів льону переміщуються на нього. Самки відкладають до 300 яєць y верхній шар ґрунту, на корені льону або біля них. Наприкінці червня — початку липня личинки заляльковуються і незабаром з'являються жуки нового покоління, які в серпні перелітають y місця зимівлі.

## Шкода
Шкоди завдають жуки і личинки. Жуки навесні пошкоджують сім'ядольні й молоді справжні листки, вигризаючи в них виразки, також обгризають підсім'ядольне коліно, a пізніше — шкірку на стеблах достигаючих рослин, що призводить до погіршення якості волокна. Личинки живляться корінцями.

## Заходи захисту
Сівба льону в ранні стислі строки і догляд за посівами сприяють зменшенню втрат урожаю та його якості.